# Флуар и Бланшефлор
«Флуар и Бланшефлор» (фр. Floire et Blancheflor) — анонимный французский роман XII века, созданный около 1170 года, по сюжету скорее идиллический, чем рыцарский.
Эта повесть о приключениях и взаимной верности двух влюбленных, подобно романам о Тристане и Изольде и Энее и Дидоне, была очень любима в Средние века и известна во многих редакциях и переводах.

## Сюжет
Языческий король Филис, опустошив пограничные страны христианских земель, взял в плен одну даму знатного происхождения, беременную; возвратясь в Неаполь, Филис отдал пленницу королеве, которая очень скоро с ней подружилась. У пленницы вскоре после этого родилась дочь, Бланшефлор ('белый цветок'), у королевы — сын Флуар («цветочный»). Дети воспитывались вместе и скоро привязались друг к другу так страстно, что не могли один без другого жить. Король, предвидя, что сын его впоследствии захочет жениться на дочери пленницы, отправляет его за море, в одну из прославленных школ, а девочку хочет сначала убить, затем, уступая просьбам королевы, приказывает продать проезжим купцам (которые завозят её далеко), а Флуару сказать, что его подруга умерла; для большей убедительности приказано построить гробницу для мнимоумершей. Когда Флуар в отчаянии начинает помышлять о самоубийстве, родители открывают ему правду, показывают пустую гробницу и отпускают идти на розыски Бланшефлор. После нескольких приключений Флуар приходит в Вавилон, где его подруга уже продана в гарем эмира (названного в романе амиралем — от арабского амир-аль-бар). Она заперта в башне среди других 140 девушек и ожидает дальнейшей участи. Ему удается проникнуть в башню в корзине с цветами, куда уложил его подкупленный им тюремщик. Радость при свидании проявляется влюбленными так неосторожно, что о случившемся узнает эмир, который хочет их казнить, но предварительно предает их суду своих баронов. У Флуара есть волшебное кольцо, при помощи которого кто-нибудь из влюбленных мог бы быть спасен; но никто из них не хочет воспользоваться этою возможностью, не желая жить без другого, и поочередно каждый из них бросает кольцо. Такая сильная любовь трогает баронов; они ходатайствуют о пощаде для влюбленных. Эмир умилостивляется, после чего Флуар и Бланшефлор возвращаются в своё королевство и вступают в брак. По смерти отца Флуар наследует королевство, крестится и обращает в христианство весь свой народ. «А с тех, кто отказывался креститься и не хотел верить в бога, Флуар приказал содрать кожу, сжечь их живьем или разрубить на части», — простодушно сообщает автор.

## Редакции

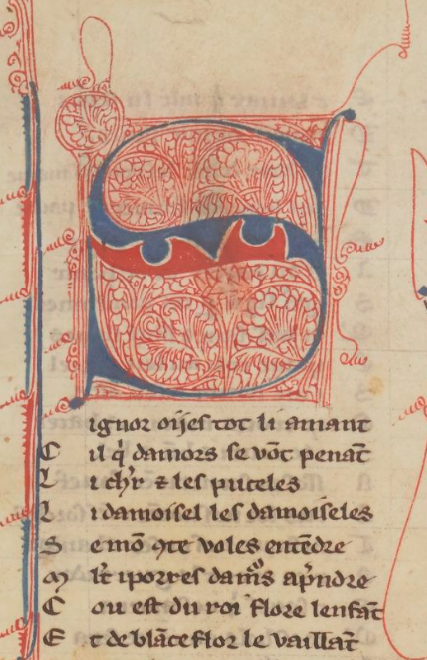
Фрагмент из рукописи XIII века

Фабула «Флуара и Бланшефлор» вполне соответствует сюжетной структуре позднегреческого романа. Сюжет этой поэмы, по всей вероятности, заимствован из Византии; древнейшая редакция её на Западе принадлежит французскому поэту Robert d’Orbent, известному лишь по имени из средневерхненемецкой переработки поэмы, принадлежащей Конраду Флеку. Последний сделал свой перевод с этой первоначальной редакции; она же лежала в основе средненижненемецкой редакции, сделанной Дидериком ван Ассенеде, а также позднейшей, дошедшей до нас французской редакции начала XIII века, во многом отличающейся от первоначальной. Известнейшая итальянская переработка принадлежит Боккаччо («Филоколо»). Новейшие немецкие переработки сделаны Софией фон Кнорринг и Рюккертом.
В одной из версий романа дочерью Флуара и Бланшефлор является Берта Большеногая, мать Карла Великого.

## Публикации текста
- Флуар и Бланшефлор / Перевод А. Г. Наймана; составление, предисловие и комментарий А. Д. Михайлова; ответственный редактор Г. В. Степанов. — М. : Наука (ГРВЛ), 1985. — 176 с. — 40 000 экз.